# Gebänderte Bodenspringspinne
Die Gebänderte Bodenspringspinne oder der Gebänderte Bodenspringer (Phlegra fasciata), auch als Gebänderte oder Gestreifte Springspinne bezeichnet, ist eine Spinne aus der Familie der Springspinnen (Salticidae). Die Trivialnamen rühren von dem optischen Erscheinungsbild der paläarktischen Art her, die Längsbänder sind jedoch nur bei den Weibchen deutlich zu erkennen, bei den Männchen nur in seltenen Fällen.

## Merkmale

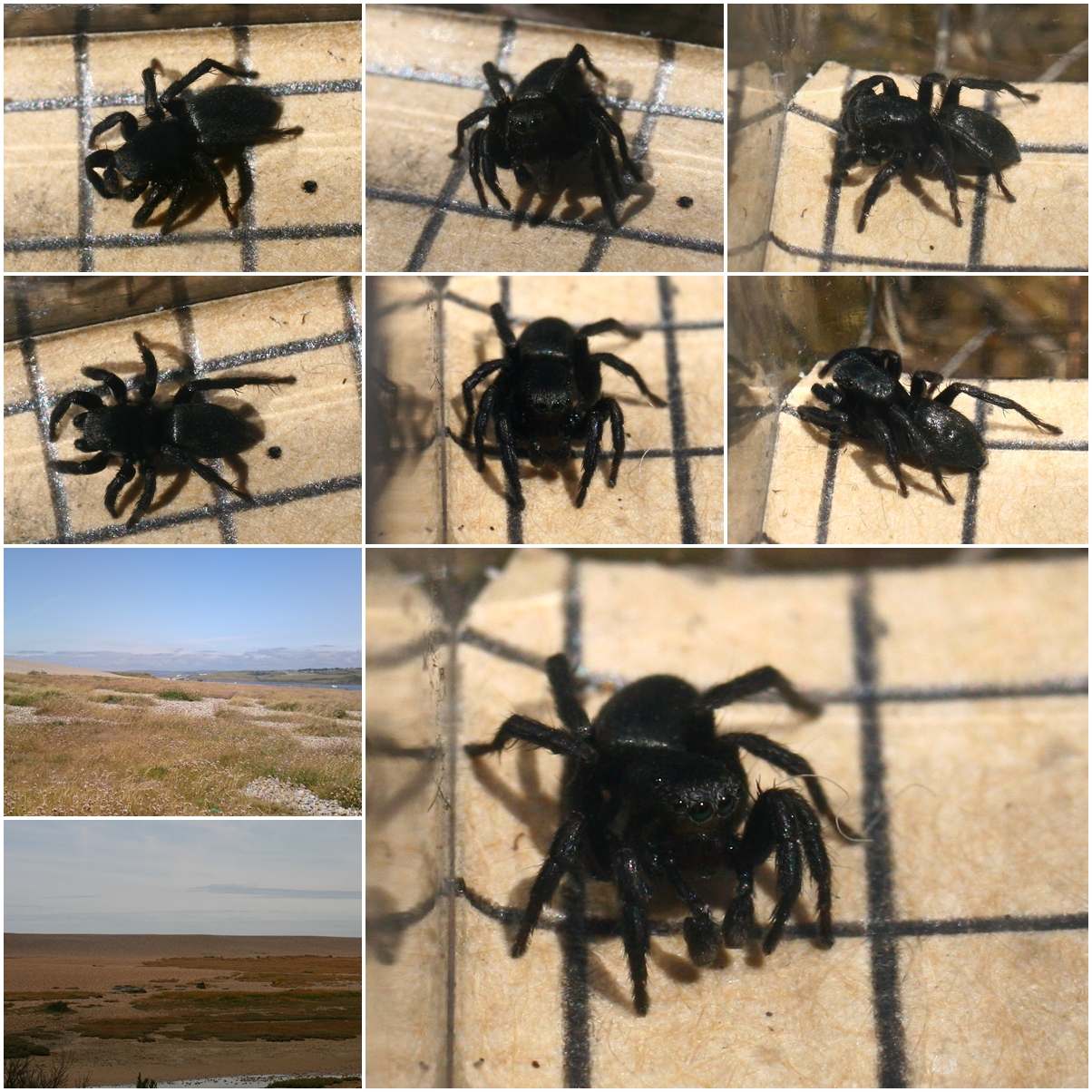
Mehrere Ansichten eines Männchens mitsamt Fundort

Die Körperlänge des Weibchens der Gebänderten Bodenspringspinne beträgt von 5,3 bis zu 7,6 und die des Männchens von 4,3 bis zu 7,4 Millimeter. Die Art gehört somit zu den vergleichsweise großen Springspinnen in Mitteleuropa.

### Weibchen
Das Weibchen besitzt ein braunes bis dunkelbraunes Prosoma (Vorderkörper) mit schwarzer Kopfpartie und zwei weißlichen Längsbinden auf dem Carapax (Rückenschild des Prosomas). Der Augenbereich ist schwarz gefärbt und in der Mitte mit einem breiten dunkelbraunen Band versehen. Zusätzlich befinden sich hellbraune bis hellrote Streifen hinter der dritten Augenreihe. Der Carapax ist außerdem mit schwarzen Härchen überzogen, die lediglich beim Kopfbereich weiß erscheinen. Auch das Sternum (Brustplatte des Prosomas) ist gelbbraun bis hellrotbraun gefärbt und außerdem mit weißen und braunen Härchen versehen. Die Beine des Weibchens sind gelb- bis orangebraun gefärbt. Während nahezu alle Glieder schwarz geringelt erscheinen, sind die Femura (Schenkel) stattdessen schwarz gefleckt. Die Tarsen (Fußglieder) des ersten und zweiten Beinpaares sind bis zur ersten Hälfte je mit einer Scopula (Matte aus Hafthaaren) bedeckt. Das Opisthosoma (Hinterleib) ist braungelb gefärbt und verfügt über drei weiße Längsbinden, davon verläuft ein breiterer dorsal und die beiden seitlichen lateral bis zu den Spinnwarzen. Nach hinten verengen sich diese Längsstreifen. Das Opisthosoma des Weibchens ist ebenso mit Härchen bedeckt, die hier braun, weißlich oder hellgrau erscheinen.

### Männchen
Das Männchen ist im Gegensatz zum Weibchen meist deutlich kontrastarmer gezeichnet. Seine Grundfarbe ist auf der Dorsalseite schwarzbraun und zeigt an den Seiten Färbungen von braunrot bis schwarz. Auf der Ventralseite ist es auf der einen Hälfte hellbraun bis hellrot und auf der anderen dunkelbraun bis schwarz gefärbt. Zwischen diesen beiden Färbungen befindet sich eine helle Linie. Bei helleren Exemplaren erscheint das Prosoma rotbraun und seine Front schwarz. In diesem Falle befindet sich um die Frontalaugen ein schmaler Ring aus weißen Härchen. Die Beine des Männchens sind dunkelbraun gefärbt, wobei die Femora und die Tibien des ersten Beinpaares fast ganz schwarz sind. Das Männchen ist außerdem am ganzen Körper mit weißen oder schwarzen Härchen überzogen. Gelegentlich kommt es dennoch vor, dass beim Männchen auf dem Prosoma und auch dem Opisthosoma die Längsbinden wie beim Weibchen vorhanden sind.

### Ähnliche Arten

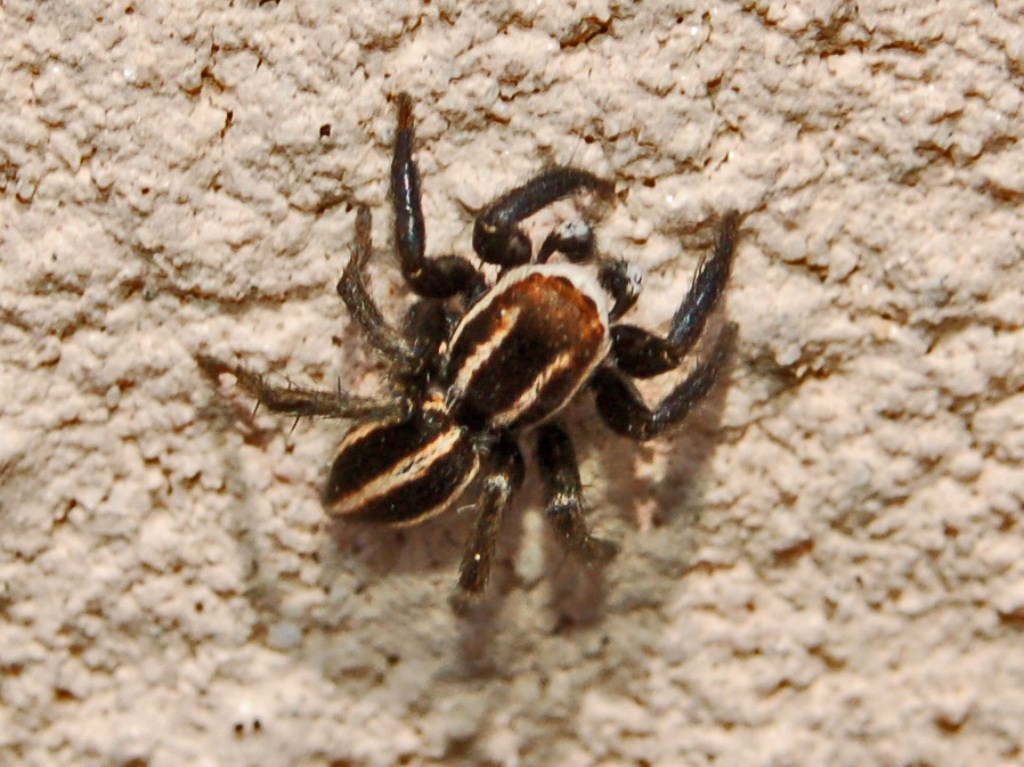
Männchen der nah verwandten Art Phlegra bresnieri

In Südeuropa kommen noch weitere Arten der Bodenspringspinnen (Phlegra) vor, die der Gebänderten Bodenspringspinne ähneln. Gleiches gilt dort auch für weitere Arten der Springspinnen, die mit der Gebänderten Bodenspringspinne nicht näher verwandt sind.

## Vorkommen

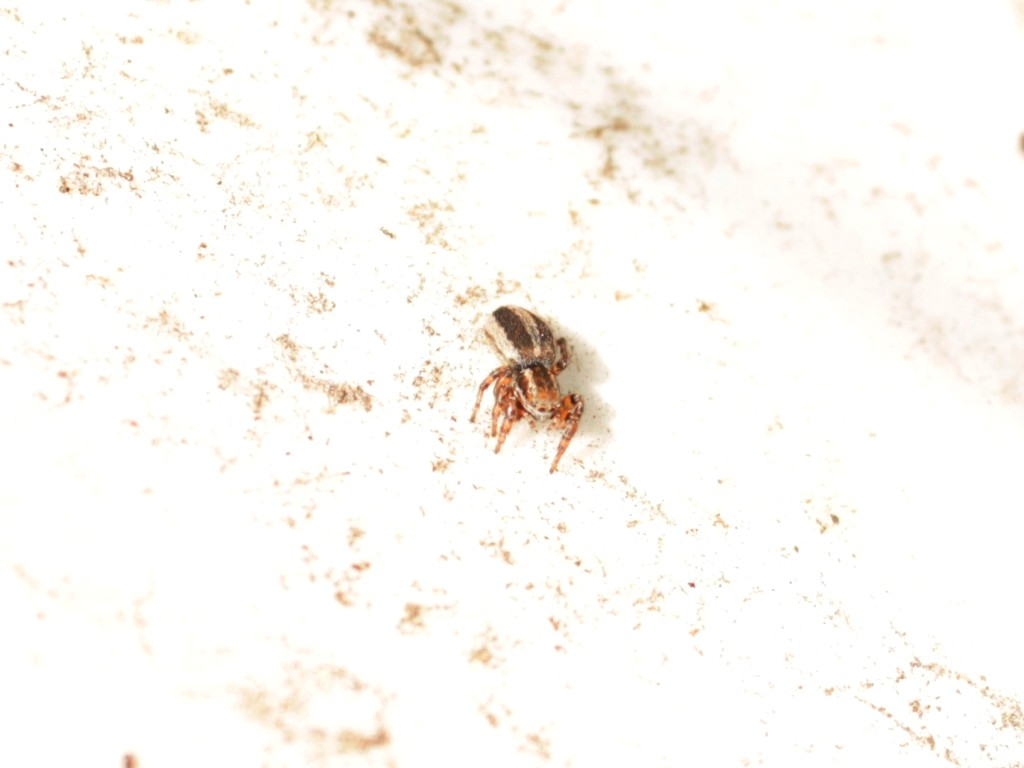
Weibchen in Lettlands Hauptstadt Riga

Die Gebänderte Bodenspringspinne kommt in einem großen Verbreitungsgebiet vor, das von Europa über viele Teile Asiens bis in das östliche Russland reicht. Überdies ist die Art auch die einzige Bodenspringspinne, die in Mittel- und Nordeuropa vorkommt.

### Lebensraum

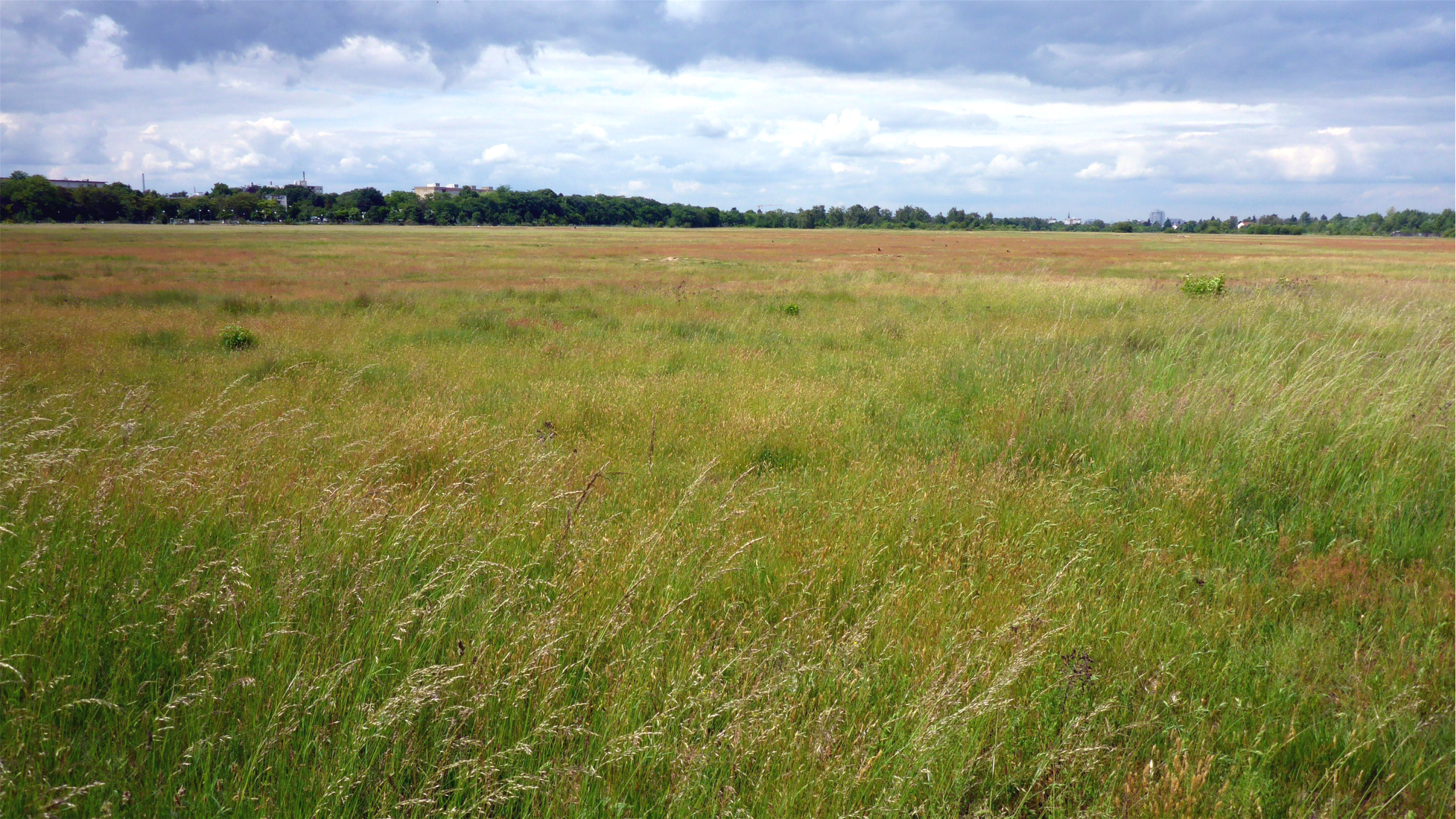
Magerrasen im nun zum Naturschutzgebiet umgewandelten Alten Flugplatz Karlsruhe, einer der vielen Lebensräume der Gebänderten Bodenspringspinne.

Die Art ist wärmeliebend (xerophil) und dementsprechend in trockenen und sonnigen Habitaten, darunter verschiedenen trockenen Graslandschaften, vertreten. Daneben bewohnt die Gebänderte Bodenspringspinne auch sandige Gebiete oder trockene Kiesflächen in der Nähe von Gewässerufern und ist ebenso auf Steinen zu finden. Hingegen tritt sie im Bergland seltener auf.

### Bedrohung und Schutz
Die Gebänderte Bodenspringspinne ist vielerorts in geeigneten Habitaten häufig anzutreffen und demzufolge nicht bedroht. In der Roten Liste gefährdeter Arten Tiere, Pflanzen und Pilze Deutschlands wird sie in die Kategorie „ungefährdet“ eingestuft und besitzt aufgrund dessen keinen Schutzstatus. Der globale Bestand der Art wird von der IUCN nicht gewertet.

## Lebensweise

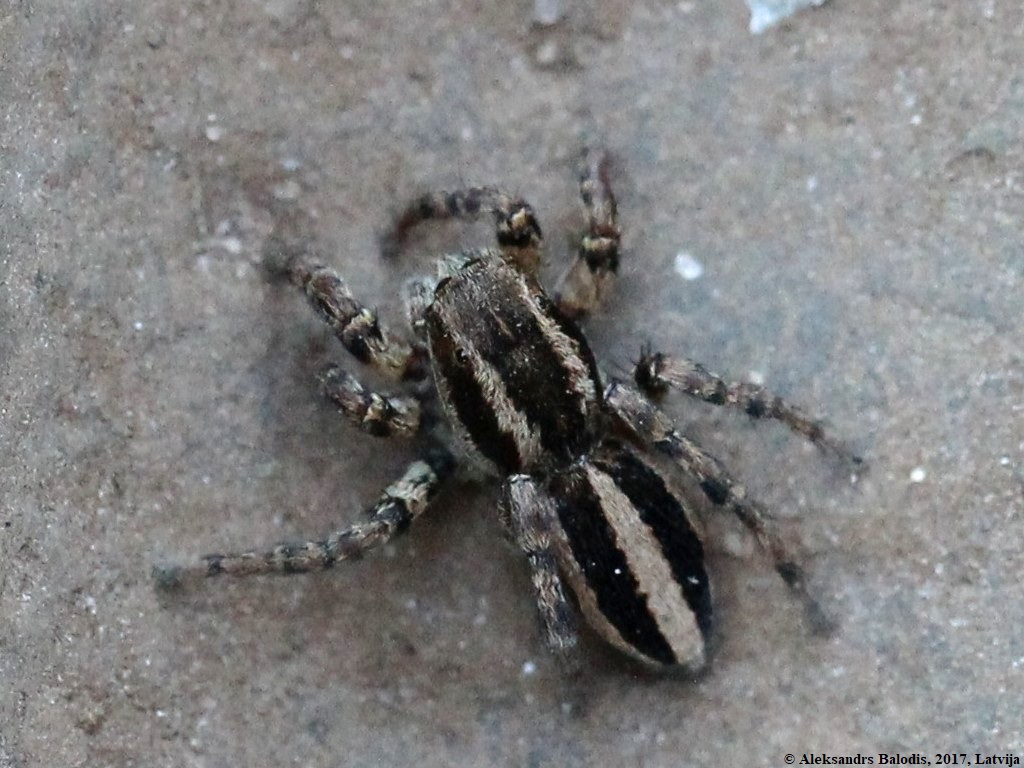
Weibchen auf steinigem Untergrund

Die Gebänderte Bodenspringspinne ist wie alle Springspinnen tagaktiv und hält sich wie die anderen Arten der Gattung Phlegra bevorzugt am Boden auf. Dort kann sie trotz ihrer Häufigkeit aber aufgrund ihrer Tarnung oft übersehen werden.

### Beutefang
Das Jagdverhalten entspricht ebenfalls dem anderer Springspinnen. Beutetiere werden mit den sehr gut entwickelten Augen wahrgenommen. Wird ein solches gesichtet, nähert sich die Spinne diesem schleichend und springt es an, sobald es in Reichweite gelangt. Ein zeitgleich mit dem Aufspringen auf das Beutetier erfolgender Giftbiss lähmt dieses dann und ermöglicht der Spinne den Verzehr. Das Beutespektrum setzt sich aus anderen Gliederfüßern zusammen.

### Phänologie und Fortpflanzung
Ausgewachsene Weibchen der Gebänderten Bodenspringspinne sind von April bis Oktober anzutreffen, ausgewachsene Männchen hingegen nur zwischen Mai und August. Das Fortpflanzungsverhalten weicht nicht nennenswert von dem anderer Springspinnen ab. Hat ein paarungswilliges Männchen ein Weibchen aufgefunden, vollführt es einen Balztanz, bei dem es sich mit den nach oben gehobenen Beinen des ersten Beinpaares dem Weibchen nähert und dabei die Beine zur Seite vor und zurück bewegt. Einige Zeit nach der Paarung legt das Weichen einen Eikokon an, der von ihm bis zum Schlupf bewacht wird.

## Systematik
Erstbeschreiber Carl Wilhelm Hahn benannte die Art 1826 Attus fasciatus. 1832 stellte er sie jedoch in die Gattung Salticus innerhalb der Familie der Springspinnen (Salticidae). Die heutige Bezeichnung Phlegra fasciata wurde erst im Jahr 1876 durch Eugène Simon vergeben und seit 1903 wird dieser Name nahezu durchgehend verwendet. Die Gebänderte Bodenspringspinne ist überdies die Typusart der Gattung der Bodenspringspinnen (Phlegra).
Weitere Synonyme lauten:
- Attus fasciatus Hahn, 1826
- Salticus fasciatus Hahn, 1832
- Attus niger Sundevall, 1833
- Attus divisus Walckenaer, 1837
- Euophrys aprica C. L. Koch, 1846
- Parthenia fasciata C. L. Koch, 1850
- Ino nigra Simon, 1864
- Attus subfasciatus Simon, 1868
- Attus luteofasciatus Simon, 1871
- Aelurops fasciata Thorell, 1873
- Aelurops nobilis L. Koch, 1876
- Ictidops fasciata Bertkau, 1880
- Yllenus fasciata Dahl, 1883
- Phlegra delesserti Schenkel, 1918

## Galerie

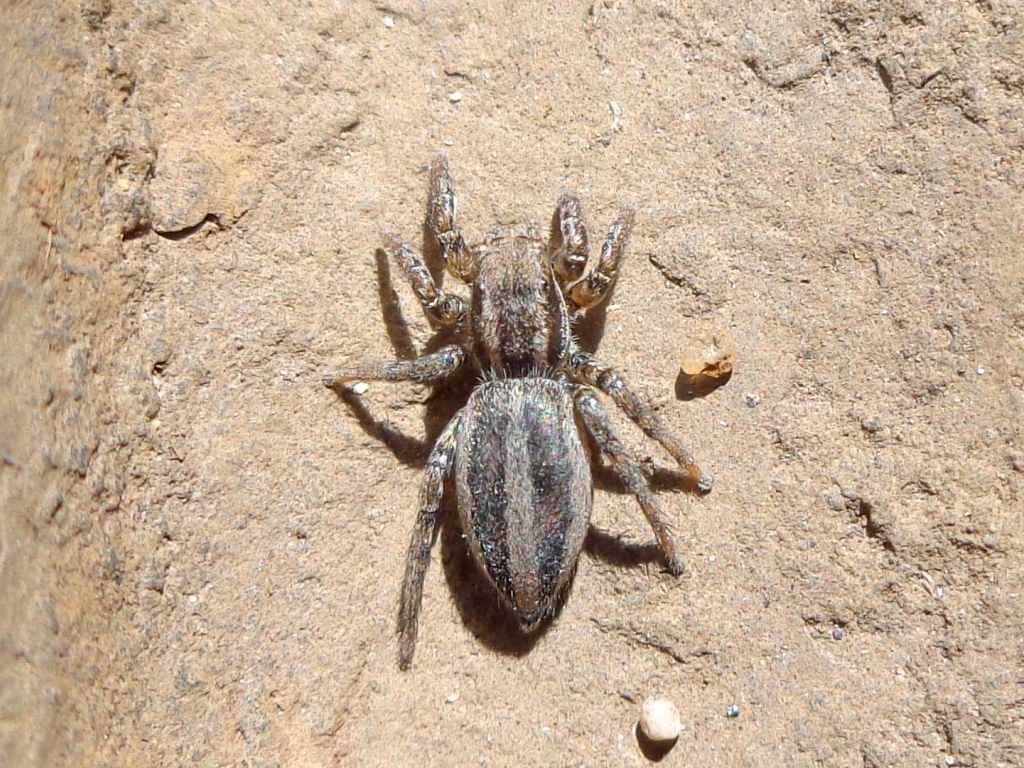
Dorsalansicht eines Weibchens
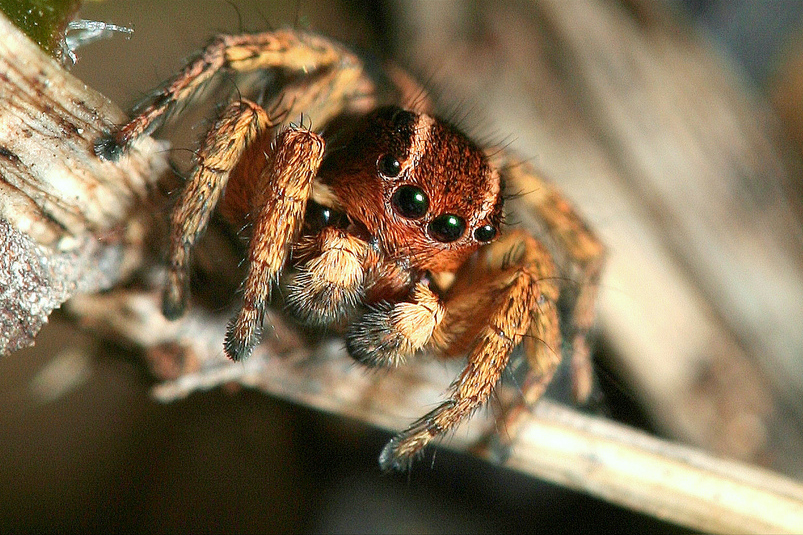
Frontalansicht eines Weibchens
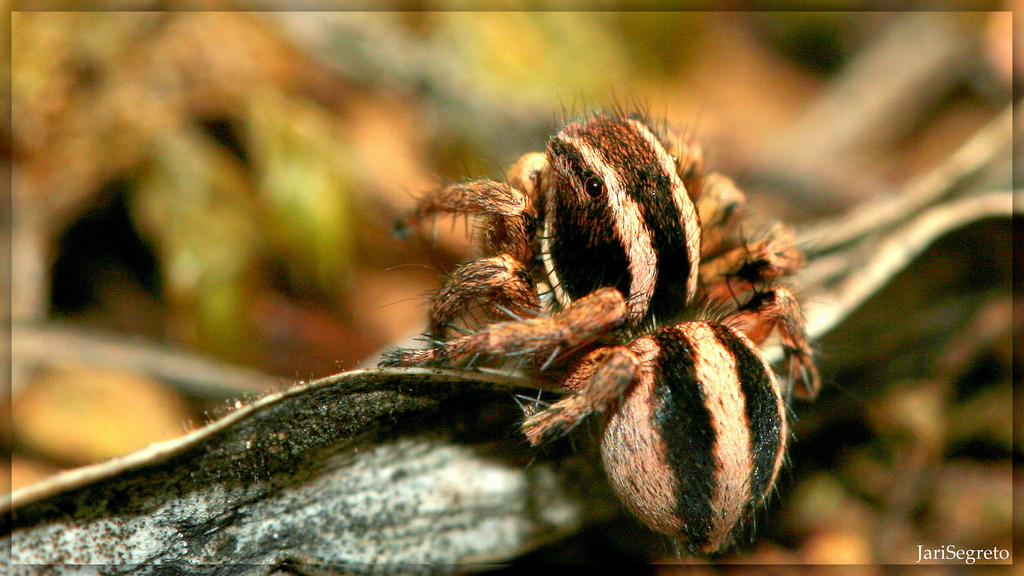
Lateralansicht eines Weibchens
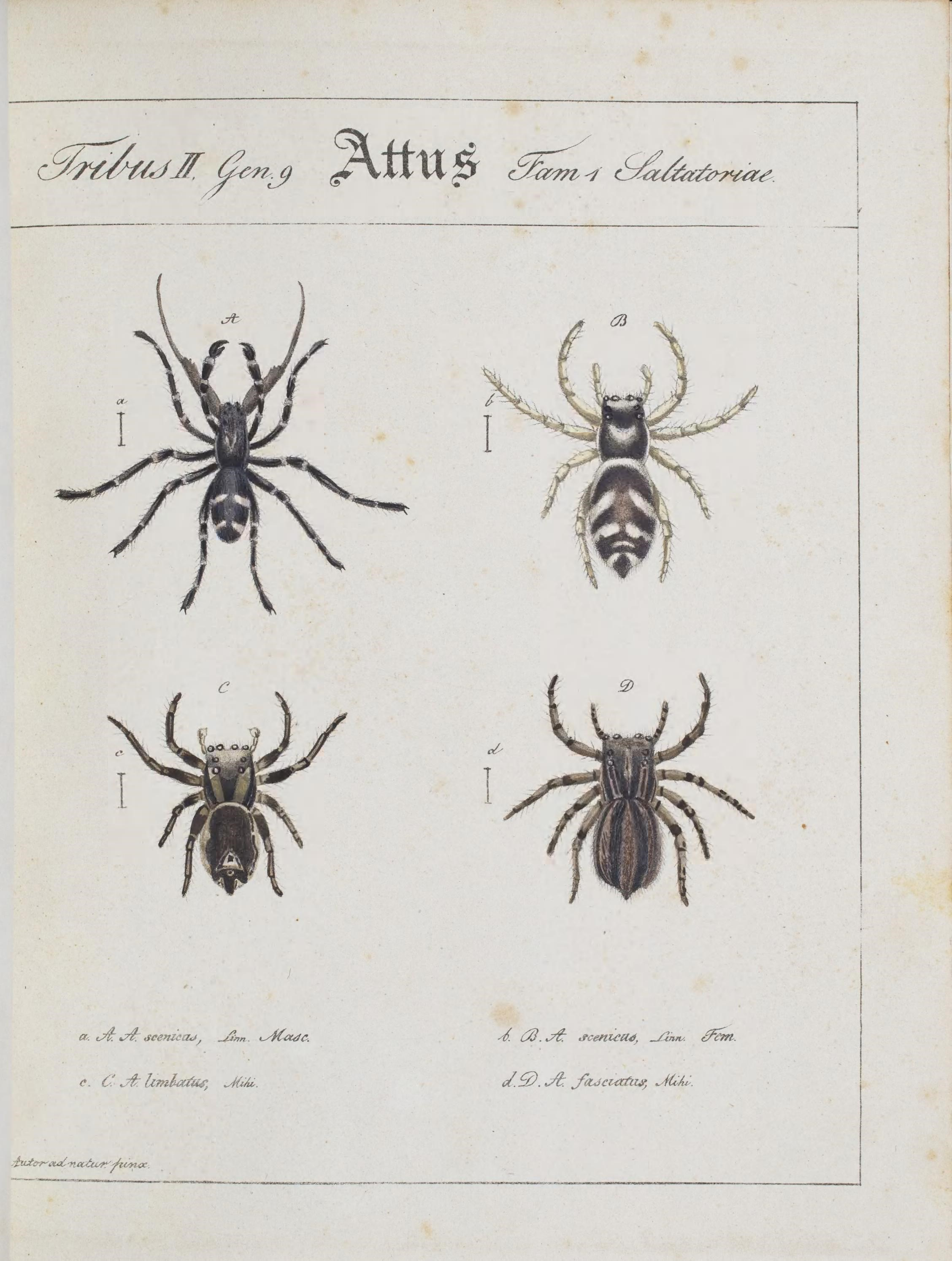
Illustration der Gebänderten Bodenspringspinne und weiterer Springspinnen aus Monographia Aranearum – Monographie der Spinnen von Carl Wilhelm Hahn ab 1820.